# Révolte de l'Ionie
Révolte de l'Ionie
Batailles
Bataille de Ladé
La révolte de l'Ionie représente un épisode décisif vers la longue confrontation entre Grecs et Perses que constituent les guerres médiques (490 - 479 av. J.-C.). Elle a pour origine la volonté du Grand roi perse Darius Ier de contrôler les sources d'approvisionnement en blé et en bois de construction navale de la Grèce. Pour cela, le souverain achéménide doit s'attaquer dans un premier temps, avec l'aide de contingents grecs ioniens, aux Scythes dont le puissant empire, établi dans le territoire qui correspond à l'actuelle Russie méridionale, entretient des relations commerciales fructueuses et actives avec les Grecs.
Darius a sans doute aussi la volonté de contrôler la route du commerce de l'or extrait dans les monts Oural et en Sibérie — dont les Scythes faisaient grand commerce. Mais cette première expédition contre les Scythes est un échec, ceux-ci appliquant la technique de la terre brûlée face à l'armée perse. Laquelle armée échappe même au désastre et à l'encerclement grâce à la loyauté du contingent grec qui garde le pont sur le Danube (Ister).
Darius Ier a cependant pu s'assurer la maîtrise de la Thrace et le roi de Macédoine Amyntas Ier reconnaît la suzeraineté de la Perse (513 av. J.-C.). En 508, c'est l'île grecque de Samothrace qui tombe sous le joug perse. Dans la foulée, même Athènes sollicite alors l'alliance perse. De cette première campagne, Darius tire la conclusion qu'il peut compter sur la fidélité des Ioniens. Or, ceux-ci estiment en revanche — l'expédition ayant montré que l'empire achéménide n'était pas invulnérable — qu'ils peuvent se révolter contre la domination perse sans risque excessif.

## Les origines de la révolte
L'Ionie souffre dans ses intérêts de la domination perse. Elle est constituée de la dodécapole ionienne, une alliance de 12 cités grecques fondées depuis au moins le VIIIe siècle avant l'ère chrétienne, réunissant Milet, Éphèse, Phocée, Clazomènes, Colophon, Priène, Téos, Chios, Samos, Érythrée, Myonte et Lébédos. Auxquelles il faut ajouter les cités de l'Éolide, une région située au nord-ouest de l'Ionie, dont Smyrne. Ces cités, dont s'était emparé Cyrus II (ou plutôt son général Harpage) vers 540 av. J.-C., étaient prospères au moment de la conquête. Depuis, seule Milet a réussi à conclure un traité d'amitié lui assurant une relative indépendance. C'est toutefois cette cité qui se trouve à l'origine du soulèvement de 499.
La domination perse n'est pourtant pas vraiment pesante. Chaque cité conserve les institutions qu'elles s'est données, à la condition expresse d'accepter et entretenir le tyran grec, le satrape ou le fonctionnaire perse qu'il plaisait au « Grand Roi » d'envoyer. Darius Ier et ses successeurs respectent les coutumes des différents peuples de leur empire et se chargent même parfois de rappeler à l'ordre les fonctionnaires zélés. Pour autant, Milet n'en sent pas moins sa prospérité menacée par l'arrivée des Perses.
Depuis 512, la mer Noire est un « lac perse », la Thrace est devenue une satrapie. Or, Milet s'y fournit en blé et en toutes sortes de matières premières. À cela s'ajoute le fait que les gens de Milet ont vu partir leurs « intellectuels », qui prennent la fuite devant la domination perse — les Perses demeurant, aux yeux de la plupart des Grecs ioniens, qui veulent conserver leurs langue, religion et coutumes, des barbares rétifs aux « charmes » de la civilisation grecque. Enfin, la colonisation perse ferme l'accès des mers septentrionales au moment où Sybaris, l'entrepôt occidental de Milet, tombe sous les coups de Crotone (510). En outre, les Perses favorisent systématiquement les rivaux Phéniciens de Tyr et Sidon.
Pour finir, la prise de Byzance par les Perses leur ferme les détroits et le commerce vers le Pont-Euxin. Sans doute ne faut-il pas négliger cet aspect économique dans la volonté d'émancipation des cités ioniennes qui les pousse d'une part à rejeter les tyrans imposés par les Perses, et d'autre part à se libérer du joug achéménide. Lorsque la révolte éclate, elle a comme première conséquence, dans de nombreuses cités, l'éviction des tyrans et la proclamation de l'isonomie.

## Le rôle de Milet et la recherche d'une aide de la Grèce d'Europe
La souveraineté redevient donc une priorité. Cette aspiration à la liberté est théorisée par Aristagoras de Milet et c'est sous la bannière de la libération qu'il rassemble les cités ioniennes. L'objectif de reprendre Byzance et Chypre aux Perses semble réaliste et pousse alors les Grecs d'Asie à la révolte. Celle-ci se prépare en grand secret à Naxos et à Milet. Le tyran de cette dernière est Histiée, retenu à Suse par Darius et dont l'homme-lige, dirigeant la cité en son absence, est son gendre Aristagoras, neveu d'un ancien tyran de la ville. Dans un premier temps allié aux Perses pour reprendre Naxos (500 av. J.-C.) qui s'est révoltée, il se brouille cependant rapidement avec le général perse.
Il reçoit à ce moment des conseils d'Histiée lui enjoignant de se révolter contre Darius. Sans doute craint-il aussi de porter la responsabilité de l'échec du siège de Naxos. Après un conseil tendu des Milésiens, où seule la voix discordante d'Hécatée de Milet, un prédécesseur d'Hérodote, s'oppose au projet, Aristagoras brandit l'étendard de la révolte (499) et s'empare de plusieurs navires perses et phéniciens. Il proclame l'égalité des cités ioniennes. Or, cette alliance manque d'un projet clair et surtout de moyens ; il faut donc espérer de l'aide de la Grèce d'Europe.
Aristagoras part à l'hiver 499 en Grèce continentale pour solliciter une aide militaire. Le moment est peu propice car Sparte est divisée par la rivalité des deux rois Cléomène Ier et Démarate. Quant à Athènes, elle se remet à peine des convulsions provoquées par la mise en place des réformes de Clisthène. Finalement, seules deux cités continentales répondent à l'appel d'Aristagoras, Athènes (20 bateaux) et Érétrie (5 bateaux), cette dernière par reconnaissance pour Milet qui jadis l'avait aidée contre Chalcis. Au total, cela représente environ 4000 athéniens et un millier d'hommes de la cité eubéenne (ce qui est cependant conséquent, car on ne peut comparer ces chiffres à la puissante Athènes des décennies suivantes). Pour les cités grecques d'Europe, le problème a l'air d'être lointain et les conflits locaux sont jugés plus importants : le concept de panhellénisme n'est en effet guère en vigueur dans le monde divisé des cités grecques.  

## Les étapes du conflit
Malgré l'apport limité des cités continentales, il faut plus de six ans aux Perses pour mater la rébellion. En effet, les premiers combats sont favorables aux Ioniens. La flotte grecque anéantit ainsi la flotte phénicienne lors d'un combat sur les côtes de Pamphylie, sans doute vers 498 av. J.-C.. Sur terre, les Perses se préparent à assiéger la ville de Milet quand Charopinos, le frère d'Aristagoras, organise une diversion avec l'aide du contingent athénien et ravage Sardes, ancienne capitale de Crésus et le siège d'une satrapie. Mais au retour, le satrape Artapherne, qui assiégeait Milet, les intercepte sur les hauteurs d'Éphèse et remporte la victoire (printemps 498).
À la fin de l'été 498, le corps expéditionnaire grec — ou du moins ce qu'il en reste — plie bagage pour rentrer sur Athènes ou Érétrie. Cette défection n'empêche pas la révolte de gagner de l'ampleur. À l'automne 498, le soulèvement gagne Chypre, à l'exception d'Amathonte, ainsi que la Propontide et l'Hellespont jusqu'à Byzance. Puis la Carie se révolte à son tour. Au début de 497, la situation des Perses est critique. Darius Ier réagit avec célérité et lève simultanément trois armées et construit une nouvelle flotte. En un an (497), la révolte est écrasée à Chypre puis dans les cités de l'Hellespont. Quant aux Cariens, ils sont vaincus sur la rivière Marsyas à l'automne 497, puis à Labranda lors de l'été 496, malgré l'aide des Milésiens. Il semblerait que ce soit à ce moment qu'Aristagoras s'enfuit en Thrace, où il meurt peu après (497) dans un combat obscur.
Les Cariens se ressaisissent à l'automne suivant et infligent une grave défaite aux Perses à Pédassos (496). Finalement, des négociations longues et pénibles s'engagent et les Cariens ne déposent définitivement les armes qu'en 494. Milet se retrouve alors seule. Au début de l'année 494, les Perses massent leurs troupes contre Milet. La ville doit être assaillie à la fois par terre et par mer. La bataille de Ladé — bataille navale opposant environ 350 navires grecs à 600 navires phéniciens, égyptiens et chypriotes — se déroule au large de l'îlot de Ladé à l'été 494. La flotte grecque est anéantie. La ville est prise et rasée peu après, sa population déportée sur les berges du Tigre.
À cette annonce, Histiée, qui était devenu pirate dans les eaux de Byzance après que ses manipulations ont été découvertes par les Perses, revient en mer Égée et prend Chios en 493, puis s'attaque à Thasos mais en lève le siège pour tenter de contrer les manœuvres phéniciennes en Ionie. Il est fait prisonnier peu après à Malène, près d'Atarnée, en face de Lesbos, puis meurt empalé à Sardes. Au cours de l'année 493, les Perses soumettent les dernières villes et îles rebelles (Chios, Lesbos et Ténédos) tandis que leur flotte patrouille victorieusement sur les côtes de l'Hellespont et le long de la Chalcédoine.

## Les conséquences de la défaite ionienne
Cette défaite entraîne en Grèce continentale, en particulier à Athènes, une profonde réaction de tristesse. Le poète Phrynichos le Tragique compose une pièce intitulée La Prise de Milet qui fait fondre en larmes le public (son auteur étant alors condamné à une amende de 1000 drachmes pour avoir rappelé des événements malheureux).
L'intervention militaire perse en Asie Mineure a probablement tourné Darius vers l'Occident et suscité en lui des idées expansionnistes, ou du moins le désir d'établir en Grèce même des régimes qui lui soient favorables. Le rôle joué par Athènes et Érétrie a en effet démontré la nécessité d'imposer son autorité sur les deux rives de la mer Égée. Cependant, si l'on excepte le sort de Milet, Darius montre une modération relative en imposant, certes, un fort tribut aux cités révoltées, mais en leur laissant leur autonomie.

## Sources
- Hérodote, Histoires [détail des éditions] [lire en ligne]